# Nellie
Nellie é uma vila localizada no estado norte-americano de Ohio, no Condado de Coshocton.

## Demografia
Segundo o censo norte-americano de 2000, a sua população era de 134 habitantes.
Em 2006, foi estimada uma população de 135, um aumento de 1 (0.7%).

## Geografia
De acordo com o United States Census Bureau tem uma área de
1,8 km², dos quais 1,8 km² cobertos por terra e 0,0 km² cobertos por água.

## Localidades na vizinhança
O diagrama seguinte representa as localidades num raio de 20 km ao redor de Nellie.